# Ниньо, Хенри
Хенри Ниньо (исп. Henry Niño; род. 3 октября 1997 года, Леоне, Никарагуа) — никарагуанский футболист, защитник клуба «Депортиво Окотал» и сборной Никарагуа.

## Клубная карьера
Первые шаги в профессиональном футболе Хенри начал в клубе второго дивизиона чемпионата Коста-Рики «Хако Райс», в котором провел один сезон.
В 2017 году вернулся в родную страну, получив предложение из клуба «Дирианхен».

## Карьера в сборной
В 2017-м Хенри Ниньо получил вызов в сборную на товарищеские матчи в рамках подготовки к Золотому кубку КОНКАКАФ 2017, на котором также сыграл в одном из матчей.